# Svenska mästerskapen i längdskidåkning 1911
Svenska mästerskapen i längdskidåkning 1911 arrangerades i Gävle.

## Medaljörer, resultat

### Herrar
| Gren             | Guld          | Guld          | Guld          | Silver        | Silver        | Brons               | Brons         |
| 30 km            | Axel Carlberg | Hällefors IF  | 2.45.20       | Carl Persson  | Falu IK       | Johan Sundkvist     | I 14 IF Gävle |
| 60 km            | John Dahlberg | Hällefors IF  | 6.15.20       | Haldo Hansson | Östersunds SK | Strål-Lars Eriksson | IFK Mora      |
| Lagtävling 30 km | Ingen tävling | Ingen tävling | Ingen tävling | Ingen tävling | Ingen tävling | Ingen tävling       | Ingen tävling |
| Lagtävling 60 km | Ingen tävling | Ingen tävling | Ingen tävling | Ingen tävling | Ingen tävling | Ingen tävling       | Ingen tävling |

### Webbkällor
- Svenska Skidförbundet